# Ignatij Ján Čokina
Igumen Ignatij Ján Čokina (8. dubna 1899, Uličské Krivé – 24. října 1976, tamtéž) byl slovenský pravoslavný kněz, mnich v hodnosti igumena. Proslul zejména jako poustevník a misionář mezi svými krajany. V česko-slovenské pravoslavné církvi patří k uznávaným postavám mnišského života. 

## Život

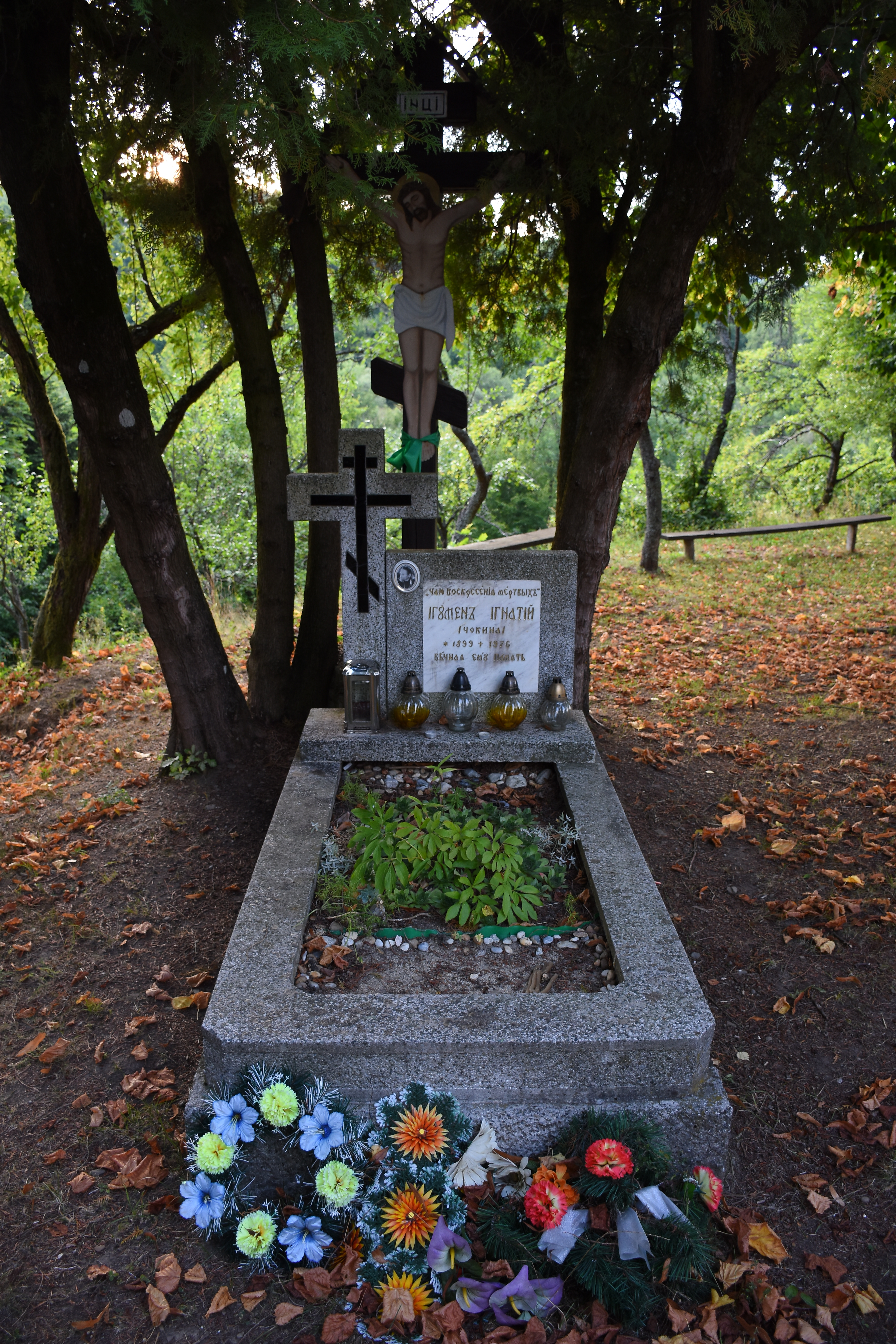
Hrob igumena Ignatije Jána Čokiny při jeho poustevně na hůrce Horb v Uličském Krivém.

Narodil se v rodině, která v době jeho narození byla řeckokatolického vyznání. V roce 1922 celá vesnice Uličské Krivé konvertovala spontánně do pravoslavné církve. Mladý Ján Čokina v roce 1925 přijal mnišský postřih se jménem Ignatij, o rok později byl vysvěcen na diákona (jáhna) a prožil nějaký čas v monastýru v Ladomirové. Po nějaké době byl představenými vyslán do Prahy, kde jej biskup Savvatij (Vrabec) vysvětil na kněze. Následně se vrátil na Slovensko a působil ve farní duchovní správě postupně v několika církevních obcích. 
Počátkem 60. let 20. století odešel do důchodu. Vrátil se do rodné vsi a zde, na hůrce, zvané Horb, si vystavěl skit (poustevnu s malou kaplí). Zde pak prožil zbytek svého života jako poustevník. Zemřel v neděli 24. října 1976 poté, co ještě vykonal své osobní modlitební pravidlo a rozloučil se s lidmi, kteří jej přišli navštívit.
Pohřben byl v sousedství své poustevny.

## Úcta
V průběhu let vznikla spontánní tradice putovat k jeho hrobu na svátek Proměnění Páně (6./19. srpna) a konat zde celonoční bohoslužby, završené druhý den ráno liturgií v jeho někdejší kapli. 